# Metallic Spheres
Metallic Spheres is een studioalbum van The Orb. Deze eenmansband van Alex Paterson zocht Pink Floyd gitarist David Gilmour op om zijn dertiende af te leveren. De muziek van dit album is gedurende het gehele album ambient, de technotrekjes die Paterson wel vertoont blijven hier achterwege. De gemiddelde Gilmourfan van de Pink Floyd-periode komt niet aan zijn trekken, zijn slepende gitaarsoli zijn nergens te horen. De muziek van Gilmour lijkt hier veel meer als op zijn soloalbum On An Island. Het geheel is opgenomen in juni 2009 in The Dreaming Cave in Wandsworth.  
Het album kwam in een aantal versies op de markt, een enkele cd, een dubbele cd met een extra exemplaar opnieuw gemixt voor hoofdtelefoons, een dubbele langspeelplaat en een speciale cd (uitgave in 2011). 

## Musici
- David Gilmour – gitaar, vocals
- Alex Paterson – toetsinstrumenten, geluidseffecten, turntables
- Youth – basgitaar, toetsinstrumenten, programmeerwerk
- Tim Bran – toetsinstrumenten, programmeerwerk
- Marcia Mello – akoestische gitaar op "Black Graham"
- Dominique Le Vac - achtergrondzang

## Muziek
1. Metallic Side (28:42)
  1. Metallic Spheres
  2. Hymns to the Sun
  3. Black Graham
  4. Hiding in Plain View
  5. Classified
2. Spheres Side (20:12)
  1. Es Vedra
  2. Hymns to the Sun (Reprise)
  3. Olympic
  4. Chicago Dub
  5. Bold Knife Trophy
3. Cult of Youth Ambient Mix (Parts 1 & 2) (Edit) (5:35) (alleen de iTunes-versie)

Alle muziek geschreven door David Gilmour, Alex Paterson en Youth behalve
- "Hymns to the Sun" door David Gilmour, Alex Paterson, Youth en Graham Nash
- "Black Graham" door David Gilmour, Alex Paterson, Youth en Marcia Mello
- "Hiding in Plain View" door David Gilmour, Alex Paterson, Youth en Tim Bran.

## Albumlijsten

### NederlandseAlbum Top 100
| Hitnotering: 16-10-2010 t/m 05-11-2010 | Hitnotering: 16-10-2010 t/m 05-11-2010 | Hitnotering: 16-10-2010 t/m 05-11-2010 | Hitnotering: 16-10-2010 t/m 05-11-2010 | Hitnotering: 16-10-2010 t/m 05-11-2010 |
| Week:                                  | 1                                      | 2                                      | 3                                      |                                        |
| -------------------------------------- | -------------------------------------- | -------------------------------------- | -------------------------------------- | -------------------------------------- |
| Positie:                               | 40                                     | 60                                     | 65                                     | uit                                    |

### Elders
In de week volgend op 23-10-2010 stond het album in de Vlaamse lijst op plaats 58, In Wallonië vier weken met als hoogste plaats nummer 34. Opvallend was een 21e plaats in 2 weken in de Griekse albumlijst. In Engeland noteerde het drie weken van 23-10-2010 (plaatsen 12, 43 en 67).